# Roberto I de Genebra
Roberto I de Genebra (em francês Ratberto), terá nascido entre 876 ou 880 e terá morrido por volta de 901.
Considerado o  primeiro Conde de Genebra  não se conhece a data em que recebe o título, mas mantém-no até à sua morte em 901.
Casado com Riquilda em 900, tiveram como descendente, Albino I de Genebra.